# ザーラム駅
ザーラム駅(ベトナム語: Ga Gia Lâm, 中国語: 嘉林站)はベトナムのハノイに位置するベトナム鉄道の駅である。標準軌（1,435mm）およびメーターゲージ（1,000mm）の両方の列車が乗り入れるが、中国国境からの標準軌の線路は当駅までであるため、南寧駅から乗り入れるT8701/8702次列車の発着駅となっている。
フランス植民地時代の1905年には駅に隣接してザーラム鉄道工場が建設され、ベトナム鉄道公社にも引き継がれた。

## 利用可能な路線
ベトナム鉄道
ハノイ・ラオカイ線
ハノイ・クアンチエウ線
ハノイ・ドンダン線
ハノイ・ハイフォン線
- ゴクホイからハノイ駅および当駅を経由してイエンヴィエンに至るまでの区間にハノイ・メトロ1号線を建設する計画が存在する[3]。

## 駅周辺
- ザーラム空港

## 隣の駅
ベトナム鉄道
ハノイ・ラオカイ線
ロンビエン駅 - ザーラム駅 - イエンヴィエン駅
ハノイ・クアンチエウ線
ロンビエン駅 - ザーラム駅 - イエンヴィエン駅
ハノイ・ドンダン線
ロンビエン駅 - ザーラム駅 - イエンヴィエン駅
ハノイ・ハイフォン線
ロンビエン駅 - ザーラム駅 - カウバイ駅

## ギャラリー
- 駅舎
- ザーラム駅に停車する中国からの国際列車
- ハノイ（ザーラム）と書かれた中越国際列車の行先表示板
- D14E形ディーゼル機関車（ザーラム駅構内）
- ザーラム鉄道工場（1905年）

ギャラリー